# Sancha Gómez

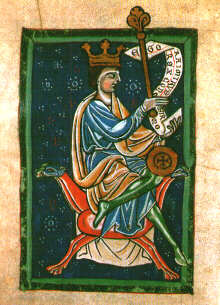
Miniatura medieval que representa al rey Ramiro III de León, esposo de la reina Sancha Gómez.

Sancha Gómez (m. c. 983) fue una reina consorte de León por su matrimonio con el rey Ramiro III de León.

## Biografía
Hija de Gómez Díaz, conde de Saldaña, y de su esposa Muniadona Fernández, hija del conde de Castilla Fernán González. Contrajo matrimonio con el rey Ramiro III de León, hijo de Sancho I de León, alrededor del año 979.
Se desconoce su fecha exacta de defunción, aunque debió fallecer alrededor del año 983.

## Sepultura de la reina Sancha Gómez
Después de su muerte, el cadáver de la reina Sancha Gómez recibió sepultura en el panteón de reyes de San Isidoro de León, donde también fueron trasladados posteriormente los restos de su esposo, el rey Ramiro III de León.

## Descendencia
Fruto de su matrimonio con el rey Ramiro III de León nació un hijo:
- Ordoño Ramírez el Ciego, casado con la infanta Cristina Bermúdez, hija del rey Bermudo II de León y la reina Velasquita Ramírez.